# Couleur liturgique
La couleur liturgique des  vêtements liturgiques est un élément d'ordre symbolique employé dans le christianisme pour exprimer la signification spirituelle des rites et célébrations du temps liturgique. Le symbolisme de la couleur des ornements liturgiques paraît aujourd'hui plus stable que celui de la forme des vêtements sacerdotaux. L'un et l'autre ont néanmoins fait l'objet de nombreuses variations en fonction des cultures et des époques.
Comme en héraldique, les couleurs liturgiques renvoient à des catégories conceptuelles. Les prescriptions liturgiques de couleurs déterminées ne sont pas exclusives de nuances associées : blanc / or / bleu ; rouge / violet / rose ; noir / gris.
Dans l'Église catholique, certaines couleurs sont associées aux  temps liturgiques : le violet à l'Avent et au Carême, le blanc aux temps de Noël et Pâques, le rouge pour la Pentecôte et le vert pour le temps ordinaire.

## Rites latins

### DuIIIesiècleauXVIesiècle
L'histoire des couleurs liturgiques doit tenir compte de quatre types de documents qui se complètent et dont la valeur documentaire doit être diversement appréciée : 1° le droit liturgique, attesté par les rubriques des manuscrits liturgiques, missels et ordinaires, ainsi que les écrits canoniques ; 2° les commentaires des liturgistes ; 3° les chroniques et les récits, où symbolisme et reconstruction de la mémoire, plus ou moins fidèle, plus ou moins contrôlée, se mêlent ; 4° les actes de la pratique, témoins directs de la pratique réelle, dont le lexique doit faire l'objet d'une analyse prudente : comptabilités, testaments, inventaires de trésors, etc. La richesse de ce dernier ensemble, spécialement à partir du XIIIe siècle, oblige à interpréter avec prudence les assertions des écrits des trois premières catégories.

#### Généralités
La couleur fondamentale des vêtements liturgiques fut originellement le blanc, couleur des vêtements du Christ transfiguré et ressuscité, dont le symbolisme s'enracine dans les textes bibliques de l'Ancien et du Nouveau Testament.
Au début du IVe siècle, époque où l'Église sort des grandes persécutions et acquiert la reconnaissance publique et politique, le rouge — plus exactement le pourpre — couleur impériale, fait son apparition dans l'habillement du pape, par imitation des pompes impériales, et dans celui des dignitaires ecclésiastiques, sous forme de bandes pourpres, à l'instar du vêtement des notables laïcs. À cette époque, la différence entre vêtement civil et vêtement liturgique était encore peu tranchée. Grégoire de Tours décrit une cérémonie où « les prêtres et les diacres revêtus de blanc étaient en grand nombre. » Fortunat, au milieu du VIe siècle, représente saint Germain, évêque de Paris, et tout son clergé, revêtu de blanc. Isidore de Séville dit que la chasuble, comme la dalmatique, étaient blanches, ornées de laticlaves de pourpre, c’est-à-dire de bandes de couleur rouge.
Jusqu'au IIIe siècle, les Églises d'Orient et d'Occident n'utilisent que le rouge et le blanc. Comme en témoigne Siméon, évêque de Thessalonique et de Démétrius, évêque de Bulgarie, contemporain du pape Innocent III (vers 1200). Le blanc marque alors la pureté de l'Agneau sans tache, et le rouge son sacrifice. Le blanc sert aux solennités et aux jours ordinaires. Le rouge, couleur de pourpre, est utilisé aux jours de jeûne et aux offices des morts. Au Ve siècle Acatius, patriarche de Constantinople, se revêt de noir en signe de deuil pour marquer son affliction à la promulgation de l'édit de l'empereur Basiliscus contre le concile de Calcédoine.
Dans l'Église latine, dans la seconde moitié du XIe siècle, Yves de Chartres mentionne, en plus du blanc et du rouge, la couleur bleu céleste, dont se servent les évêques qui, ainsi, pensent au ciel.
Vers 1195 Lothaire de Segni, futur pape sous le nom d'Innocent III mais alors seulement cardinal-diacre, rédige plusieurs traités dont un sur la messe, De sacro sancti altaris mysterio, qui comporte un long chapitre sur les couleurs. Il y décrit les usages vestimentaires dans le diocèse de Rome tout au long de l'année, avec leur symbolique :
- le blanc, symbole de pureté, pour les fêtes des anges, des vierges et des confesseurs, pour Noël et pour l'Épiphanie, pour le Jeudi saint et le dimanche de Pâques, pour l'Ascension et la Toussaint ;
- le rouge, symbole du sang du Christ et du feu de l'Esprit saint, pour les fêtes des saints, des martyrs et de la Croix ainsi que pour la Pentecôte ;
- le noir, symbole du deuil et de la pénitence, pour les messes des morts et pour le temps de l'Avent ;
- le vert pour les autres jours, parce que « le vert est une couleur intermédiaire entre le blanc, le noir et le rouge » (Viridis color medius est inter albedinem et nigritiam et ruborem[10]).

Sont absents le jaune, le bleu ainsi que le violet, pourtant déjà attesté pour le dimanche de Laetare et la fête des saints Innocents. Ce chapitre est repris par tous les liturgistes du xiiie siècle et appliqué dans de nombreux diocèses.

#### Un liturgiste: Guillaume Durand
La renommée du chapitre de Lothaire est prolongée par le Rationale divinorum officiorum (it), une compilation de Durand de Mende en huit livres datant de 1285-1286, qui reprend le chapitre de Lothaire, développe les considérations allégoriques et symboliques, et complète le cycle des fêtes. Lui aussi désigne quatre couleurs dominantes (blanc, rouge, noir, vert) auxquelles il ajoute le violet et le jaune, propres à Rome. Mais il s'agit là de couleurs dominantes auxquelles il précise que se rapportent d'autres teintes associées : au rouge l'écarlate (coccineus), au noir le violet, au blanc le lin fin (byssinus), au vert le jaune ou safran (croceus). En outre, il distingue entre violet et violet pâle propre aux vigiles jeûnées.
Il est un témoin précieux des usages romains qu'il a pu constater au cours de son service auprès de la Curie :
| Blanc  | Fêtes de la Vierge, des vierges non martyres et des confesseurs De Noël à l'octave de l'Épiphanie Chandeleur Jeudi saint Pâques (de la messe du Samedi saint jusqu'à l'octave de l'Ascension) Ascension Dédicace des églises Fêtes de l'invention et de l'exaltation de la Croix : en certains lieux Saint Jean évangéliste Conversion de saint Paul Chaire de saint Pierre Nativité de saint Jean Baptiste Toussaint : Rome et en certains lieux Christ Roi |
| Rose   | Dimanche Gaudete du troisième dimanche de l’Avent Dimanche Laetare du quatrième dimanche de Carême |
| Rouge  | Apôtres, évangélistes, martyrs (sauf saints Innocents) Fêtes de la Croix : en certains lieux Saints Innocents : en certains lieux et à Rome (pour le jour de l'octave) Toussaint : certains lieux (sauf Rome) Rameaux et Vendredi saint De la vigile de la Pentecôte jusqu'au samedi dans l'octave inclus. |
| Noir   | Saints Innocents : en certains lieux Septuagésime au Samedi saint : sauf à Rome Rogations : sauf à Rome Jours de pénitence Processions pénitentielles du Pape Messes des défunts |
| Vert   | Entre l'octave de l'Épiphanie et la Septuagésime ; entre la Pentecôte et l'Avent. |
| Violet | De l'Avent jusqu'à la messe de la vigile de la Nativité inclusivement : Rome De la Septuagésime au Mercredi saint : Rome Vigile pascale (sauf bénédiction du Cierge pascal et messe qui sont en blanc) : Rome Quatre-Temps de septembre et les vigiles des saints jeûnées, Rogations : Rome Saint Marc : Rome Procession de la Chandeleur (2 février) : Rome Procession des Rameaux : Rome (ailleurs en rouge) ; Saints Innocents : Rome, sauf le jour octave qui est en rouge. Guillaume Durand note que le violet peut être utilisé en remplacement du noir ; ce violet est « pâle et quasi livide ». |

Cette liste a valeur de repère pour les usages de la fin du XIIIe siècle.
Au milieu du XIVe siècle, l'ordo missae de Rome suit encore pratiquement à la lettre cette disposition en fixant selon l'ordre ci-dessus l'usage de cinq couleurs : le blanc, le rouge, le vert, le violet et le noir, en précisant que celui-ci est équivalent au violet qui peut être utilisé à la place du noir.

#### Liturgies locales
L'examen des livres liturgiques romains doit être complété par celui des liturgies diocésaines, fort nombreuses jusqu'à la fin du XIXe siècle, notamment en France (cf. Les liturgies néo-gallicanes), qui attestent de nombreuses variations qui reposent sur des interprétations particulières du symbolisme des couleurs, parfois fort différentes de l'usage romain :
- rouge : les Églises de Paris, Lyon, Arras ou Cambrai utilisent le rouge à la fête de la Toussaint en raison du grand nombre de martyrs parmi les saints alors que Rome utilise le blanc, couleur de ceux qui sont auprès du trône de Dieu dans l'Apocalypse de saint Jean. Pour la fête du Saint Sacrement, Rome utilise traditionnellement le blanc, couleur de la pureté de la victime, quand Paris, Cambrai, Toul et bien d'autres utilisent le rouge en raison de l'effusion du sang du Christ. Aux dimanches après la Pentecôte, Rome emploie le vert, et Paris prend le rouge pour faire suite à cette fête et rappeler les langues de feu qui se sont posées sur les Apôtres ;
- cendré : utilisé dans le rite lyonnais, aux féries de Carême. Paris employait également des ornements de cette couleur pendant tout le carême ;
- bruns ou noirs à orfrois rouges : en usage à Paris, à partir du premier dimanche de la Passion ; cf. Couleurs liturgiques en rite parisien.

#### Actes de la pratique
La pratique atteste de variations notables en regard de ces modèles, qui n'ont pas encore valeur normative. Seul le dépouillement des testaments ecclésiastiques et de très nombreux inventaires de trésors liturgiques, pour la plupart inédits, permettent de se faire une idée des modalités de mise en œuvre effective des couleurs liturgiques. Ces documents témoignent d'usages et d'appréciations différentes des couleurs liturgiques, en comparaison avec ce qui figure dans les livres liturgiques et les écrits des liturgistes.
Par exemple, le testament du cardinal Anglic de Grimoard (+ 16 avril 1388], frère du pape Urbain V, ancien chanoine de Saint-Ruf, lègue au monastère Saint-Ruf de Valence les ornements d'une chapelle (ensemble d'ornements liturgiques nécessaires à la célébration d'une messe avec diacre et sous-diacre) de couleur bleue.

### Le rite romain du concile de Trente à Vatican II
Les codifications liturgiques qui ont suivi le concile de Trente marquent une volonté d'uniformisation sans précédent des couleurs liturgiques. Cinq couleurs liturgiques principales sont désormais prescrites, chacune ayant sa signification propre, liée au temps liturgique ou à la fête célébrée :
- le blanc, couleur de fête et de réjouissance, pour les cycles de Pâques, de Noël et les autres fêtes du Christ, de la Vierge Marie et des saints qui ne sont pas martyrs, ainsi que pour certaines solennités (Toussaint, etc.).
- le rouge est la couleur de la passion du Christ, des fêtes de l' Esprit-Saint (Pentecôte, etc.) ; c'est aussi le rouge que l'on porte pour honorer la mémoire des Apôtres (sauf saint Jean Évangéliste) et des martyrs ;
- le vert, quant à lui, est porté pendant le temps après l'Épiphanie et le temps après la Pentecôte ;
- le violet est consacré aux temps de préparation et de pénitence comme l'Avent et le Carême ;
  - le rose est une variante du violet employée pour le troisième dimanche de l'Avent (dimanche de Gaudete) et le quatrième dimanche de Carême (dimanche de Lætare) pour signifier un adoucissement temporaire du temps de pénitence par la joie de la fête à venir ;
- le noir est utilisé pour les offices des défunts et le Vendredi saint.

Le rite romain admet aussi, par concession à certaines coutumes :
- le drap d'or[12], qui peut remplacer le blanc, le rouge et le vert,
- le drap d'argent[13] qui peut remplacer le blanc.
- le bleu, qui est, en vertu d'un indult, utilisé dans certains diocèses d'Espagne et d'Amérique latine pour la fête de l'Immaculée Conception[14]. C'est un abus de l'utiliser ailleurs, notamment pour d'autres fêtes mariales.
- le jaune, qui pouvait jadis, en vertu d'un indult apostolique, remplacer toutes les couleurs, sauf le noir, dans certains territoires de mission[15].

D'autres couleurs se rencontrent encore exceptionnellement en certains lieux, notamment lorsque la signification symbolique des couleurs romaines étaient en contradiction choquante avec les canons culturels de civilisations non occidentales.
En l'absence d'une autorisation romaine, aucune autre couleur n'était admise dans le rite romain.

### Prescriptions actuelles du missel romain pour la forme ordinaire de la messe
Le rite romain dit de Paul VI ou ordinaire conserve dans l'ensemble l'usage reçu. Les différences avec les règles fixées par le pape Pie V sont peu nombreuses.
En plus de son utilisation traditionnelle, le rouge est désormais employé le dimanche des Rameaux et le Vendredi-Saint ; il s'utilise facultativement à la place du blanc pour la célébration du sacrement de Confirmation.
Le violet devient la couleur du deuil et des funérailles, l'usage du noir devenant facultatif.
Concernant le rose, au Moyen Âge, on utilisait parfois un « violet pâle » pour les vigiles jeûnées (Guillaume Durant[réf. nécessaire]). De cet usage dérive celui du rose qui a acquis le statut de couleur liturgique autonome à la période moderne, comme une nuance du violet atténué. Il a été introduit dans les rubriques romaines en 1960, dans le paragraphe consacré à la couleur violette. Il est réservé au troisième dimanche de l'Avent (dimanche de Gaudete : Réjouissez-vous !) et au quatrième dimanche de Carême (dimanche de Laetare : Exulte de joie !), en signe de pause au milieu du temps de pénitence pour laisser entrevoir la joie qui se prépare (Noël ou Pâques). Certaines coutumes locales, sans doute inspirées du violet pâle des vigiles jeûnées évoqué par Guillaume Durant, font également revêtir le rose pour la messe de la veille de Noël le 24 décembre.
Aux jours plus solennels, des vêtements sacrés festifs ou particulièrement nobles peuvent s'utiliser, même s'ils ne sont pas de la couleur du jour. Cette possibilité prend acte de particularismes locaux, en usage bien avant la réforme liturgique et conservés depuis.
Il est prévu que les Conférences des Évêques peuvent, en ce qui concerne les couleurs liturgiques, déterminer et proposer au Siège apostolique des adaptations qui correspondent aux besoins et au génie des peuples.

### Liturgie papale

#### Chapelle papale

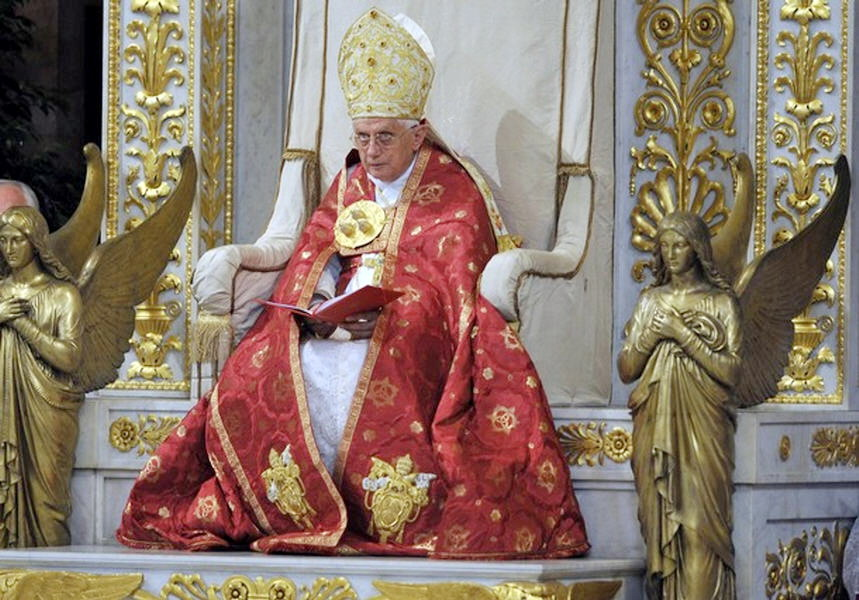
Le pape Benoît XVI.

Le pape tient chapelle quand il officie ou assiste à l'office entouré des cardinaux. À la fin du XIXe siècle, les chapelles papales étaient au nombre de cinquante-huit, dont les trois messes pontificales de Noël, Pâques et de la solennité de saint Pierre.
Jusqu'aux réformes qui ont suivi le concile Vatican II, le pape revêtait, pour les chapelles papales, le manteau, qui se distingue du pluvial par la grande longueur de sa partie antérieure et par une longue queue que devait tenir, quand le pape marchait, le prince assistant au trône, ou, à son défaut, le plus noble parmi les laïques présents.
Ce manteau n'admet que deux couleurs : le blanc et le rouge.
- La soie blanche unie est seule autorisée et n'est jamais remplacée par le drap d'or, qui n'est pas une couleur liturgique, mais simplement une tolérance, ni par le drap d'argent, très usité à Rome, mais écarté ici sans doute à cause de sa pesanteur et de sa raideur.
- Le rouge tient lieu également du violet et du noir, en vertu d'une coutume ancienne. L'étoffe rouge varie selon le cycle liturgique. La soie rouge est lamée d'or pour la Pentecôte et la Saint-Pierre, ce qui constitue une étoffe riche. C'est simplement du satin rouge pour les temps de pénitence et de deuil (le velours rouge est réservé à la cappa magna des matines de Noël.)
Le manteau se portait aux chapelles papales, avec l'aube et l'étole, l'étoffe de cette dernière étant assimilée à celle du manteau, blanche ou rouge, sauf aux temps d'Avent et de Carême et aux offices funèbres où l'étole était violette avec le manteau rouge.

#### Messe pontificale

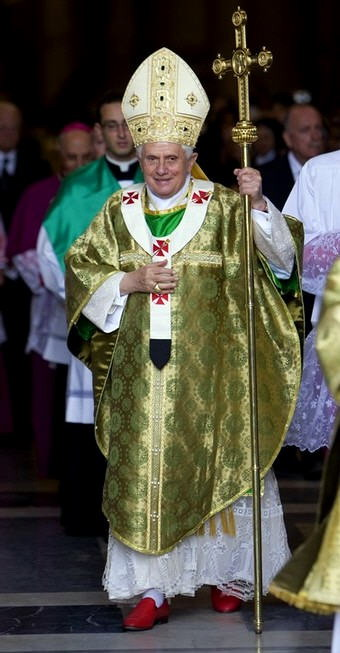
Benoît XVI lors de l'ouverture du Synode de 2008.

Célébrée trois fois par an, pour Noël, Pâques et la fête de saint Pierre, la messe pontificale du pape ne connaissait que le blanc et le rouge couleurs liturgiques. Cette messe papale suivait des rites particuliers.
Le pape arrivait à la basilique Saint-Pierre vêtu du manteau, coiffé de la tiare et porté sur la sedia gestatoria, précédé et suivi de sa cour ecclésiastique et militaire. Au moment où il paraissait, les trompettes de la garde noble, placés sur le balcon intérieur qui surmonte la porte, faisaient entendre leurs fanfares, puis les chantres de la chapelle de Saint-Pierre entonnaient le motet : Tu es Petrus. Après avoir revêtu les ornements pontificaux pendant l'office de Tierce, le pape célébrait la messe entouré d'un nombreux clergé paré : un cardinal-évêque, deux cardinaux-diacres, et des évêques assistants au trône pontifical. Un troisième cardinal-diacre proclamait l'Évangile de la messe en latin, un diacre de rite oriental le chantait en grec après que deux sous-diacres, un latin et un grec, avaient chanté l'épître chacun dans sa langue. Un auditeur de Rote tenait la fonction de sous-diacre de la croix papale, accompagné des thuriféraires tenant l'encensoir et la navette et de sept acolytes portant sept chandeliers.
Pour les autres célébrations, par exemple s'il avait à chanter la messe ou faire une consécration d'évêque ou une ordination, le pape revêtait les ornements pontificaux de la couleur prescrite par les rubriques ordinaires de l'Église romaine : blanc, rouge, vert et violet. Cette dernière couleur devrait, le cas échéant, remplacer le noir qui n'existe pas pour le pape.
Guillaume Durand note cependant qu'au Moyen Âge le pape revêtait des ornements noirs pour le dimanche Laetare et certaines processions où il cheminait pieds nus.

#### Liturgie des défunts
À sa mort, le pape, après avoir été déposé dans la salle Clémentine du palais apostolique vêtu de la soutane blanche, de la mosette de drap rouge et du camauro de même couleur, est exposé publiquement à la basilique Saint-Pierre revêtu des ornements pontificaux rouges et de la mitre de drap d'or. Avant la fermeture du cercueil, le visage du pontife défunt est recouvert d'un voile de soie blanche. Pour les messes de Requiem célébrées devant le corps du pape et la messe de funérailles, les cardinaux officiants portaient des ornements noirs.
Depuis les funérailles de Paul VI, les funérailles des papes défunts ont été célébrées en ornements de couleur rouge. Le pape Benoît XVI revêt également cette couleur pour les suffrages annuels des cardinaux et évêques défunts. S'il a de même utilisé cette couleur pour le 50e anniversaire de la mort de son prédécesseur Pie XII, il portait des ornements violets lors du suffrage pour Jean-Paul II, sur la place Saint-Pierre, le 2 avril 2007.

## Rites orientaux

### Liturgies orientales
À l'origine, chez les Byzantins, les vêtements liturgiques sont de trois couleurs.
Le noir sert pour les Présanctifiés,
le rouge pour le Carême et pour les cérémonies funèbres,
le blanc pour toutes les autres circonstances.

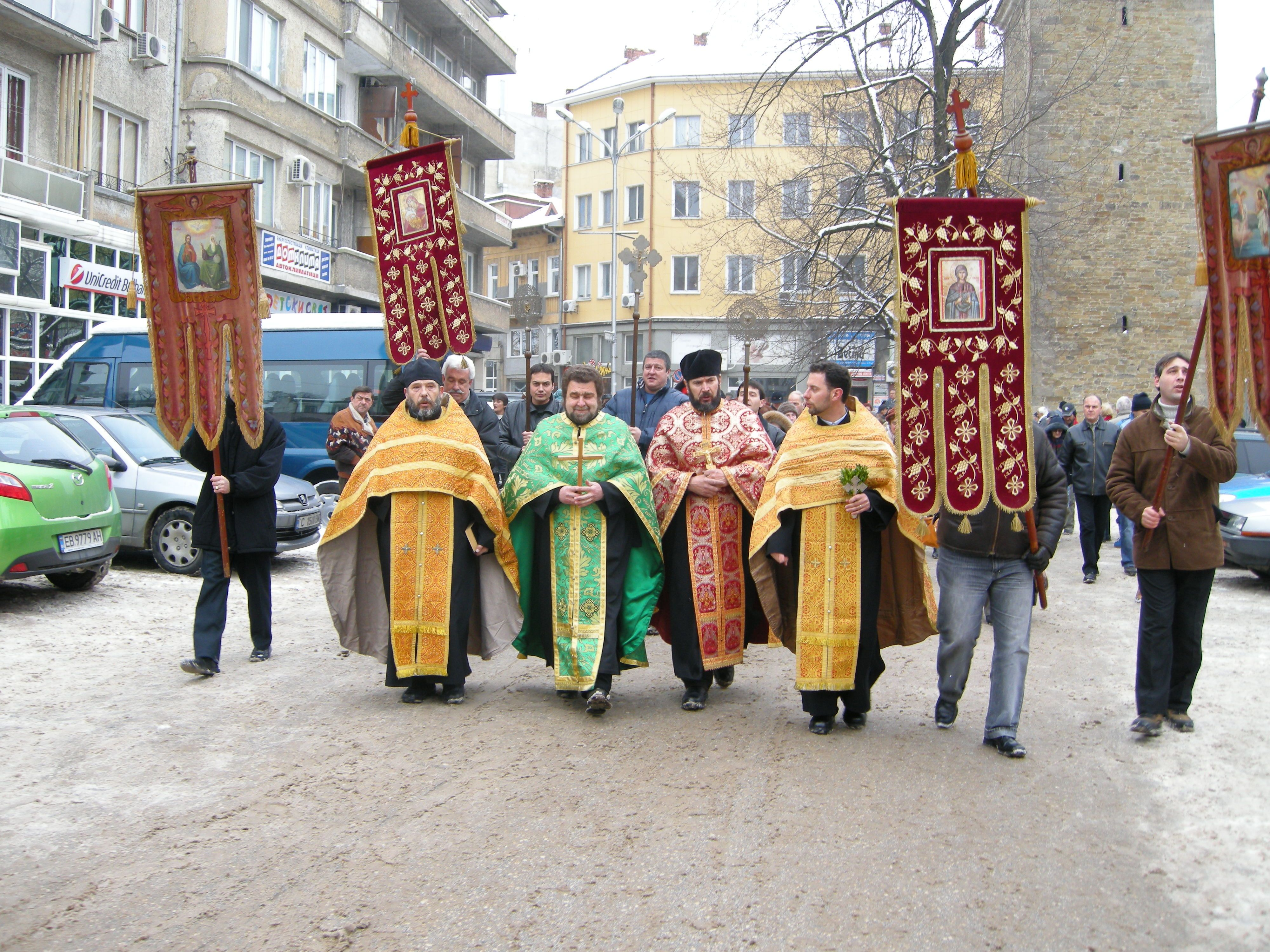
Procession en Bulgarie.

Bien que les couleurs des vêtements liturgiques ont toujours une signification dans les Églises orientales, il y a peu de règles rigoureuses en ce domaine. Des prêtres peuvent concélébrer la divine liturgie avec des ornements de couleurs différentes. Tous les vêtements devraient régulièrement être de la même étoffe et de la même couleur, bien que pratiquement cette règle soit désuète. Le choix des couleurs évite celles dont l'assemblage choquerait par ses tons criards.
Dans les Églises locales, il existe quelques usages communs : souvent,
le blanc (ou le doré) est utilisé pour Pâques et le temps pascal,
le bleu pour les fêtes de la Théotokos (la Mère de Dieu),
le noir ou le rouge sombre pour les Présanctifiés et le Grand Carême,
le vert pour la Pentecôte,
le rouge et le blanc pour les messes des morts.
L’usage varie beaucoup.

### Dans l'Église de Russie

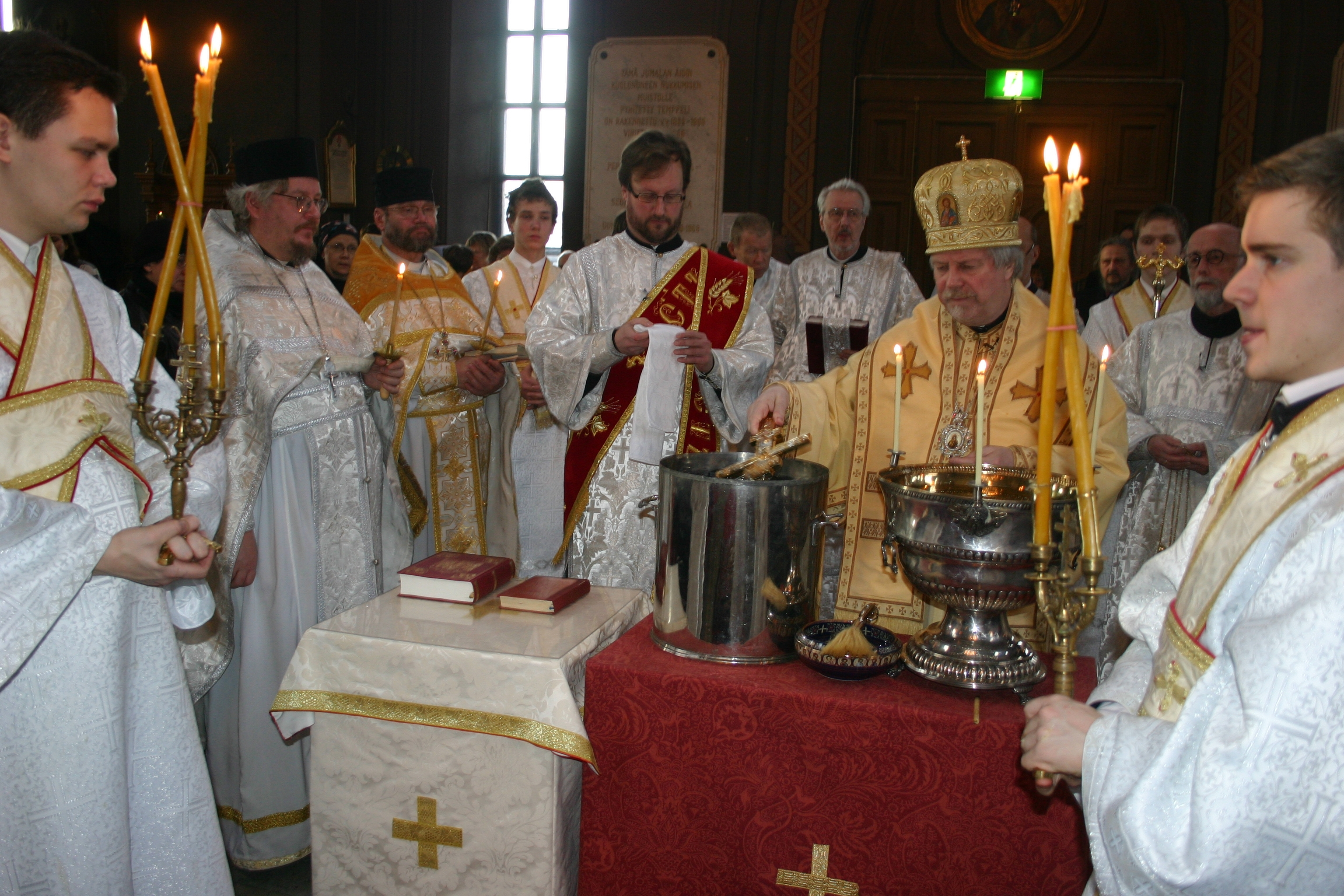
Bénédiction de l'eau à la veille de la Théophanie.

Les Églises russes ont des usages plus codifiés :
- Le doré (jaune) est employé par défaut, pendant toute l'année, quand aucune autre couleur ne convient.
- Pour Pâques, et le temps pascal jusqu'à la veille de l'Ascension, on employait traditionnellement le blanc comme dans les autres Églises Orthodoxes, mais au cours de la deuxième moitié du XXe siècle la tradition moscovite de l'emploi du rouge s'est imposée dans presque toute l'Église russe. Dans la ville même de Moscou, la tradition du rouge à Pâques est plus ancienne. L'emploi du blanc pour Pâques et le temps pascal subsiste néanmoins dans une partie des communautés Orthodoxes de l'émigration russe.
- Le blanc est employé pour les grandes fêtes du Christ (et les jours de l'après fête), avec quelques exceptions. À défaut de blanc, on emploie le doré.
- Le vert est employé pour le dimanche des Rameaux (parfois aussi pour la Saint Lazare) et pour la Pentecôte; et à défaut de vert, le blanc.
- Le bleu est employé pour les fêtes de la Mère de Dieu, et en certains lieux aussi dans la période de jeûne avant l'Assomption.
- Pour l'Hypapante, les usages varient entre le blanc et le bleu.
- Le rouge est employé pour l'Exaltation de la Sainte Croix, pour la Nativité et pour la Décollation de Saint Jean le Baptiste.
- Le rouge est également employé pour les périodes de jeûne avant Noël, avant la fête des Saints Apôtres Pierre et Paul et en certains lieux aussi avant l'Assomption.
- Le noir est employé pendant le Grand Carême et pendant la semaine Sainte. Le violet les samedis et dimanches du Carême. D'autres usages locaux existent, comme le violet ou le rouge pour tous les jours du carême.

Le samedi saint, dans les églises russes, il est d'usage pour les officiants de changer d'ornements entre l'épître et l'évangile afin de symboliser la Résurrection du Christ, par le passage d'une couleur sombre (le noir) à une couleur claire (le blanc). Ce moment solennel, qui avait historiquement lieu le samedi Saint au soir, symbolise le moment de la Résurrection du Christ, vue par les Anges, alors encore inconnue des hommes ; le début des matines pascales, où sont chantés pour la première fois les hymnes de Pâques, symbolise le passage du deuil à la joie, à la suite des myrophores (les femmes qui vont au tombeau du Christ au matin de Pâques) recevant de l'Ange la bonne nouvelle de la Résurrection.

## La liturgie luthérienne

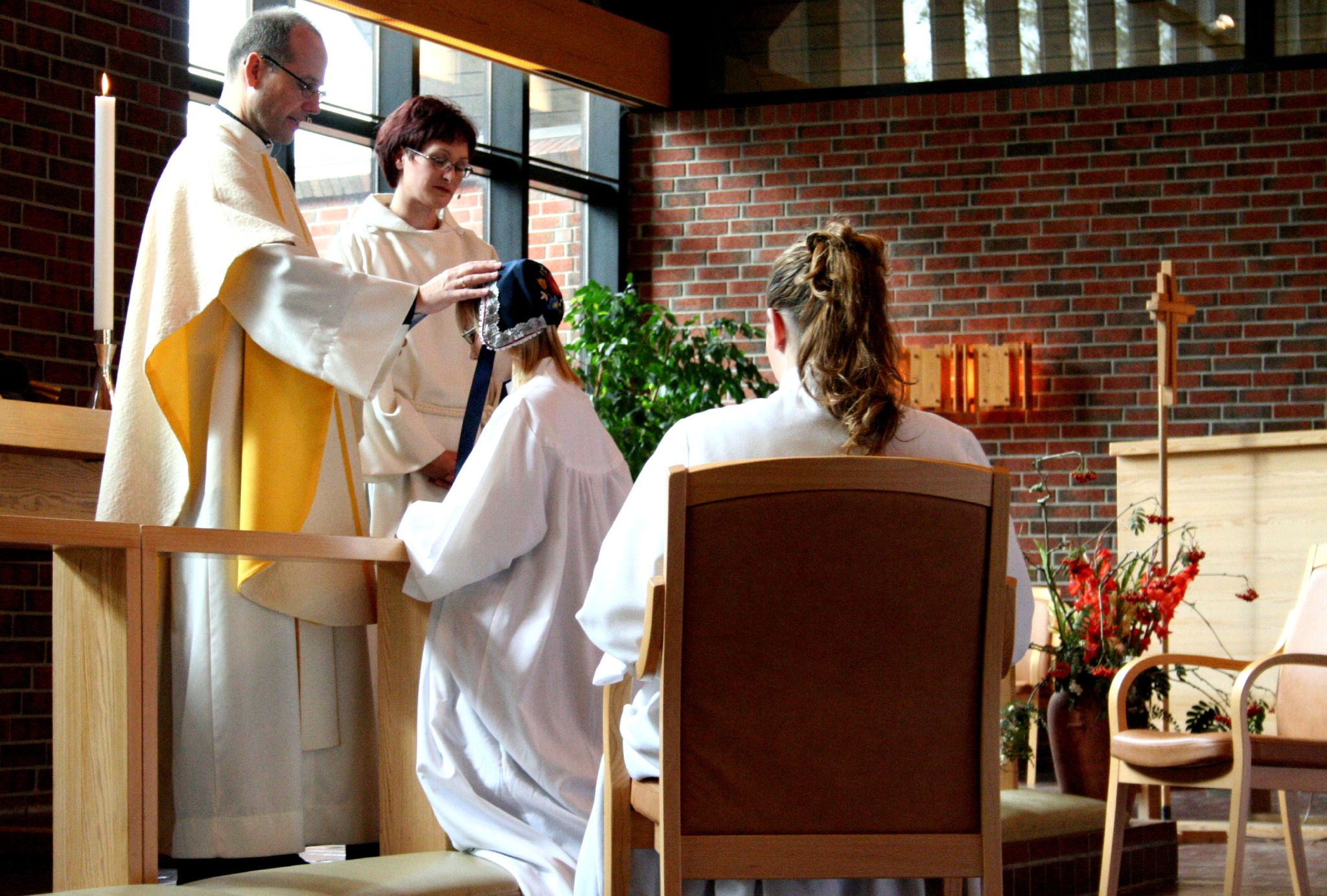
Confirmation luthérienne en Norvège.

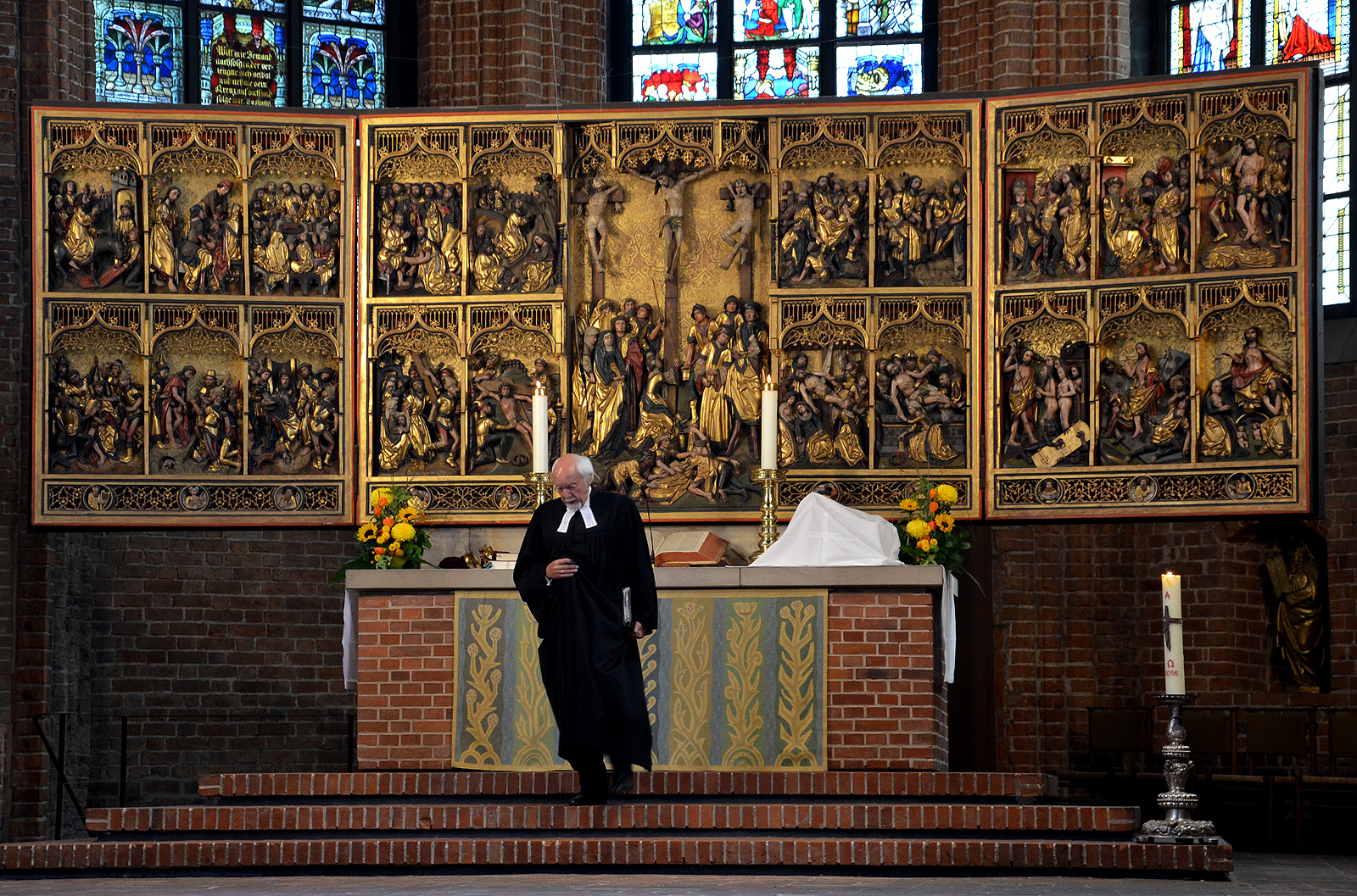
Pasteur devant un autel avec un antependium vert.

Dans les églises luthériennes, l’officiant peut porter des vêtements liturgiques pour attester qu’il n’agit pas en son nom personnel, mais à la demande et au nom du Seigneur. 
S’il célèbre le service religieux dans une soutane noire, les couleurs liturgiques peuvent également être présentes dans les antependiums à l’autel, l’ambon ou la chaire :
- le blanc pour les fêtes du Christ,
- le vert pour les dimanches ordinaires,
- le rouge pour les autres jours de fête,
- le violet pour les temps de préparation et de repentance,
- le noir pour le deuil.

## La liturgie anglicane

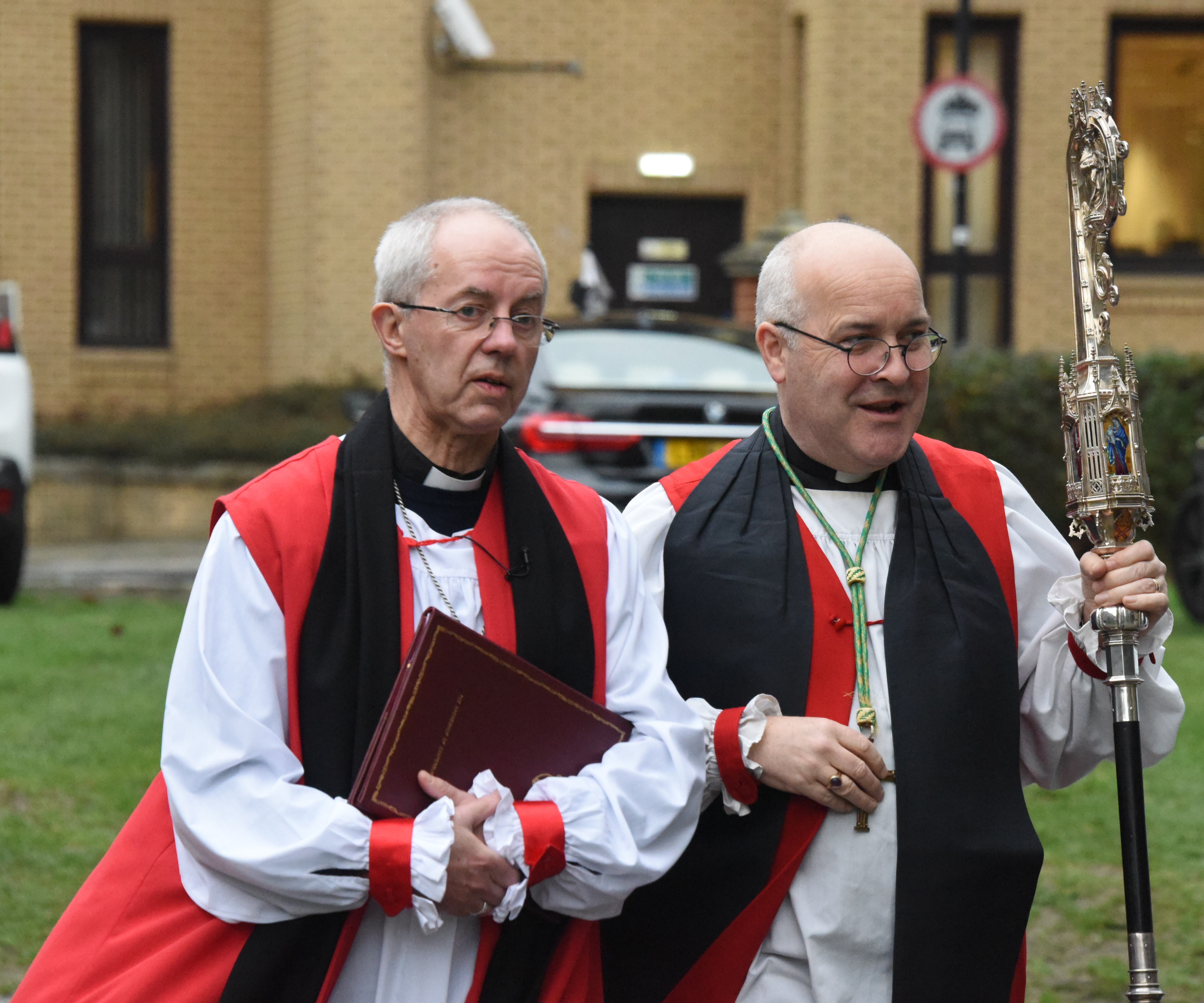
Évêques anglicans en Angleterre.

Les églises de l'Église d'Angleterre et de la Communion anglicane utilisent les mêmes couleurs que dans le rite romain, avec peu des modifications :
- le blanc pour les fêtes du Christ et des saints qui ne sont pas martyrs,
- le rouge pour le dimanche des Rameaux, Pentecôte, et les fêtes de la Croix et des saints martyrs,
- le vert pour les dimanches ordinaires,
- le violet pour l'Avent et le Carême,
- le rose pour le troisième dimanche de l'Avent et le quatrième dimanche de Carême,
- le noir pour les funérailles, les messes de requiem et le Vendredi saint.

Il existe quelques variations : le beige au lieu du violet est quelquefois utilisé pendant le Carême pour suggérer la pénitence ; le violet souvent remplace le noir le Vendredi saint. La période de dimanches ordinaires avant l'Avent s'appelle « après la Pentecôte » dans l'Église épiscopale des États-Unis et « après la Trinité » dans l'Église d'Angleterre.

## Symbolisme des couleurs
L'antiquité et le Moyen Âge ont exprimé la passion de la coloration. Comme ils ont employé des couleurs franches, elles se réduisent à onze. Les couleurs premières sont au nombre de quatre, qui se subdivisent ensuite en sept : blanc, noir, jaune, rouge, vert, pourpre et azur. Les nuances intermédiaires sont le gris, composé de noir et de blanc ; l'orange, de jaune et de rouge ; le vert, de jaune et de bleu ; le violet, de rouge et de bleu.
La couleur est naturelle, c'est-à-dire analogue à celle qu'a assignée la nature, ou conventionnelle, ce qui signifie qu'elle procède d'un autre ordre d'idées, qui est généralement le symbolisme.
C'est vers le IXe siècle au plus tard, que les vêtements liturgiques sont rapportés à la forme en usage. Innocent III s'est fait le commentateur officiel, vers l'an 1200, à Rome, du symbolisme attribué aux couleurs liturgiques.

### Blanc
Le blanc, dans la liturgie, est attribué au Christ, à l'Eucharistie sacrifice non sanglant, à la Vierge, aux confesseurs, aux vierges et aux saintes femmes. Au Moyen Âge, il fut au civil, une couleur de deuil : de là le nom de Blanche de Castille, donné à
la mère de Saint Louis, à cause de son long veuvage.
En iconographie, le blanc exprime la joie, la gloire, l'innocence, la chasteté, le martyre. Dès les premiers siècles, les vêtements du Christ et des apôtres sont blancs. À la Transfiguration, le Sauveur parait vêtu de blanc : « Vestimenta aulem ejus facta sunt alba sicut nix » (Mt 17:2); dans l'Apocalypse, il est assis sur un cheval blanc : « Et ecce equus albus » (Ap 19:11). Les anges, à la Résurrection et à l'Ascension, sont en blanc. Les martyrs, qui ont lavé leurs robes dans le sang de l'Agneau, se distinguent par le blanc. La foi est vêtue de blanc, pour exprimer sa pureté qui n'admet aucune tache.
Le blanc est utilisé chez les catholiques pour la plupart des fêtes : Noël et octave de Noël, Annonciation, messe christmale, Jeudi Saint, Pâques et octave de Pâques, Sainte Trinité, Saint Sacrement, Sacré-Cœur, Assomption, Toussaint, Christ Roi.

### Bleu
Le bleu fut, au Moyen Âge, une couleur liturgique, affectée spécialement au Saint-Sacrement, à la Sainte Vierge et au deuil. La couleur rappelle le firmament : aussi sont peintes en bleu les voûtes des églises du Xe au XVe siècle et les fonds des anciennes mosaïques sont bleus, pour exprimer le ciel. L'espérance, qui aspire au séjour des élus, porte un vêtement bleu, qui convient aussi à la personnification de l'air et de l'eau.

### Gris
Le cendré a fait partie des rites français, qui l'employèrent pour le jour des cendres et les fériés de carême. Il symbolise la pénitence: « In cilicio et cinere sedentes poeniterent » (S. Luc, x, 13), et la mort. C'est pourquoi l'Église, en imposant les cendres sur le front des chrétiens, leur dit : ce Mémento, homo, quia pulvis es et in pulverem reverteris ».
La lune, à la crucifixion, est grise ou cendrée, afin d'exprimer sa douleur.

### Jaune
Le jaune fut une couleur liturgique au Moyen Âge. Il a les mêmes propriétés que la lumière et l'or, c'est-à-dire qu'il est le symbole de la gloire.
Il signifie aussi le souci, l'inquiétude : c'est alors la couleur propre de la Synagogue et de Saint Joseph.

### Noir
Le noir constitue actuellement le deuil liturgique. Il convient essentiellement à la mort, à la tristesse, aux ténèbres, à la nuit. Un des quatre fléaux de l'Apocalypse est monté sur un cheval noir, et le soleil enténébré devient noir.
Le démon est presque toujours noir, comme l'a vu Saint Benoît. Le nimbe de Judas est aussi noir, parce qu'il a perdu la sainteté et, partant, la gloire de l'apostolat.
Ce texte du Cantique des Cantiques s'applique aux Vierges noires : « Nigra sum sed formosa » (i, 5), répété en antienne dans le Petit office.

### Pourpre
La pourpre appartient en propre aux souverains. Le Christ, à sa passion, en est dérisoirement revêtu.
Elle est l'attribut spécial de la justice, car dit Saint Brunon d'Asti : « Purpura, qua reges et principes induuntur, justitiam designat ».
Elle fait partie intégrante du trône du Saint-Sacrement, du pape et des cardinaux, qui sont princes.

### Rose
Le rose, couleur intermédiaire entre le violet et le rouge, est réservé, dans la liturgie, en signe de joie spirituelle, aux dimanches d'Avent et de Carême, qui, d'après le premier mot de leur introït, sont appelés Gaudete et Laetare. C'est la nuance de la feuille de rose desséchée, par conséquent symbolisant une joie qui n'est pas sans mélange de tristesse.
Utilisé chez les catholiques les 3e dimanche de l'Avent et 4e dimanche du Carême.

### Rouge
Le rouge, en liturgie, se réfère à l'Esprit saint, à la passion du Christ et aux martyrs.
Le rouge fut la couleur du deuil liturgique jusqu'au XVe siècle ; le pape seul en a conservé l'usage et il le prend aussi, au lieu du violet, pour les temps de pénitence.
Il est attribué aux Séraphins embrasés, à la charité et au feu.
Utilisé chez les catholiques le dimanche des Rameaux, le Vendredi Saint et le dimanche de Pentecôte.

### Tanné (marron)
Le tanné jusqu'au XVe siècle eut quelque vogue dans la liturgie, où il remplaçait le cendré. Les carmes et les franciscains l'ont adopté, en signe de pénitence et de mortification, pour leur costume.

### Vert
Le vert est une couleur aux connotations complexes. Les orthodoxes ne l'utilisent qu'une seule fois dans l'année pour la Pentecôte, comme signe de la venue de l'Esprit Saint, tandis qu'elle est devenue la couleur commune pour le temps ordinaire pour l'Église catholique romaine.
Le vert rappelle le printemps de la nature et celui du ciel qui sera éternel : ainsi, le sol des mosaïques est-il toujours gazonné. Il symbolise les joies du paradis, la récompense céleste, et par conséquent l'espérance qui y tend de tous ses efforts. Saint Bruno d'Asti y voit encore un symbole de la foi.
Pour l'évêque, dont il est le signe distinctif, il symbolise son indépendance absolue dans son diocèse, où il ne relève que du pape.
Le démon est aussi peint en vert, cette couleur pouvant être prise en mauvaise part, comme symbole de haine et de poison.

### Violet
Le violet, en liturgie, convient aux temps de pénitence et d'humiliation. Depuis le XVe siècle, il est devenu l'insigne propre de l'épiscopat et de la prélature.
Les rois de France le prenaient quand ils étaient en deuil et leur drap mortuaire était de cette couleur.
Il est utilisé chez les catholiques les 1er, 2e et 4e dimanches de l'Avent et pendant le Carême sauf le 4e dimanche (rose), le dimanche des Rameaux (rouge), à la messe chrismale et le Jeudi saint (blanc), et le Vendredi saint (rouge).